# Alyxia mucronata
Alyxia mucronata är en oleanderväxtart som beskrevs av D. J. Middleton. Alyxia mucronata ingår i släktet Alyxia och familjen oleanderväxter. Inga underarter finns listade i Catalogue of Life.